# Bijeljenje
Bijeljenje je postizanje bjeline i ljepšeg izgleda materijala, poluproizvoda i proizvoda uklanjanjem neugledne boje s pomoću različitih kemijskih sredstava, takozvanih bjelila.

## Bijeljenje drvenjače
Po potrebi, drvenjača se podvrgava bijeljenju, zavisno o vrsti papira za koju se priprema. Sredstva za izbjeljivanje su: 
- natrijev hidrosulfit: kojim se bjelina drvenjače povisi za približno 10˚;
- vodikov peroksid kojim je moguće dići bjelinu drvenjače za 22˚.

Proizvedena drvenjača prevozi se do strojeva za izradu papira, i to na dva načina, koji zavise o udaljenosti tvornice papira od pogona za proizvodnju drvenjače. Ako je tvornica papira neposredno uz tvornicu drvenjače, drvenjača se prevozi pumpama do koritastog mlina (holendera) za miješanje s ostalim dodacima potrebnim za izradu papira, a na veće udaljenosti, drvenjača se prvo dehidrira, pakira u bale i odvozi prijevoznim sredstvima do tvornice papira. 

### Drvna celuloza
Udjel celuloze u drvnoj masi iznosi obično nešto više od 40%. Svrha je kemijskih postupaka za dobivanje celuloze iz drveta da se ukloni lignin, kako bi se drvna masa pretvorila u vlaknastu kašu. Glavni kemijski postupci, koji se razlikuju prema reagensima upotrijebljenim za delignifikaciju drveta, jesu sulfitni i sulfatni, dok je natronski postupak izgubio na važnosti i rijetko se primjenjuje.
Sulfitna celuloza proizvodi se obradom drveta (sječke) koje ne sadrži mnogo smole. To je uglavnom smreka, jela i topola. Odlika je sulfitne celuloze što je svijetle boje, pa se ponekad i u nebijeljenom stanju može upotrijebiti za proizvodnju nekih vrsta papira. Osim toga, lako se melje i može se po potrebi bijeliti i oplemenjivati. Sulfitna celuloza služi za proizvodnju tiskovnih, pisaćih, slikarskih, pergamin papira i tako dalje.
Sulfatna celuloza proizvodi se postupkom koji je primjenjiv za preradu svih vrsta drveta (četinara i lišćara) bez obzira na količinu smole, pa i za preradu stabljika različitih trava. Odlikuje se dugim i čvrstim vlaknima, koja su manje oštećena nego u sulfitnoj i natronskoj celulozi. Od sulfatne celuloze proizvodi se vrlo čvrst papir, koji u nebijeljenom stanju služi u prvom redu kao omotni papir, zatim kao kabelski i kondenzatorski papir, i slično.
Bijeljena sulfitna i sulfatna celuloza proizvodi se obradom oksidirajućim sredstvima. Neka od tih sredstava bijele celulozu razgrađivanjem obojenih primjesa, a druga samo prevode obojene primjese u bezbojne. Pri tom se djelomično uklanja i preostali lignin, pa se dobiva vrlo kvalitetna celuloza, koja služi za proizvodnju pisaćih i tiskovnih, bankpost, ofsetnog i drugih vrsta finih papira i kartona.

## Kemijsko bijeljenje
Kemijsko bijeljenje djelotvorno je za apsorpciju boje iz različitih otopina (na primjer iz otopine sirovog šećera ili derivata preradbe nafte i drugog s pomoću aktivnog ugljena) i za razaranje boje, uglavnom jakim oksidativnim djelovanjem, što se osobito primjenjuje u tekstilnoj industriji kao najvažniji pripremni proces za oplemenjivanje tekstila. Tekstil se može bijeliti u svim oblicima, to jest kao vlakna, pređa, pletivo i tkanine. Tako se iz prirodnih vlakana uklanjaju žućkasti pigmenti zaostali nakon odškrobljavanja, iskuhavanja i pranja.
Celulozni se materijali bijele najčešće vodikovim peroksidom, a u novije doba i perkiselinama, dok natrijev hipoklorit iz ekoloških razloga izlazi iz uporabe. Bijeljenje u blažim uvjetima (predbijeljenje) služi kao pripremni proces za bojenje i tisak. Bijeljenje bijele robe provodi se u oštrijim uvjetima. Peroksidnim bijeljenjem u alkalnom mediju, pod povišenim tlakom i na temperaturi do 130 °C, roba se istodobno iskuhava i bijeli. Uklanjaju se popratne supstancije na pamuku (vosak, pektini, hemiceluloze i tako dalje), a nakon dodatnoga vrućeg pranja i daljnjeg ispiranja dobiva se čisti pamuk, bez primjesa, koji može služiti kao higijenska vata. U tome i sličnim primjerima bijeljenje je pripremni i završni proces. Životinjska se vlakna (vuna) rjeđe bijele, i to oksidativno, najčešće vodikovim peroksidom, katkad perkiselinama, ili reduktivno, stabiliziranim natrijevim hipodisulfitom. Umjetna se vlakna, ako nisu u mješavinama s prirodnim vlaknima, rijetko bijele jer iz proizvodnje izlaze već dosta bijela. Za oksidacijsku razgradnju obojenih nečistoća u deterdžente se dodaje natrijev perborat.

## Optičko bijeljenje
Optičko bijeljenje postiže se dodatkom tvari koje upijaju (apsorbiraju) ultraljubičasto zračenje, a istodobno fluoresciraju vidljivo zračenje u ljubičastom i plavom području. Tako se povećava emisija svjetlosti, bjelina i sjajnost, a neutralizira žućkasti ton. Kao najvažnija optička bjelila upotrebljavaju se derivati stilbena, benzidina i heterocikličkih spojeva (na primjer kumarin, benzimidazol, pirazolin). U proizvodnji tekstila dodaju se u kupelj za bijeljenje ili u apreturnu kupelj, a osim za bijeljenje tekstila služe i za bijeljenje papira, deterdženata, polimernih materijala, lakova, voskova i drugo.